# طراحی به روش تاگوچی
مقدمه
زمانی که ژاپن پس از جنگ جهانی دوم کار بازسازی خود را آغاز کرد، با مشکلاتی نظیر کمبود مواد خام، تجهیزات با کیفیت و مهندسین ماهر روبرو شد. در چنین شرایطی رقابت برای تولید محصول های با کیفیت بالا و تداوم بهبود کیفیت را آغاز کرد. کار ابداع یک روش جدید برای برخورد با مسئله رقابت، بهبود کیفیت محصول ها و بهینه سازی آزمایش ها به گنیچی تاگوچی (Genichi Taguchi) واگذار شد. تاگوچی به کمک تحقیقاتش در اواخر دهه 1940 بر گستره علم کیفیت افزود و به طور خاص مفهوم تابع زیان (Loss Function) را بیان نمود. او با ترکیب سه تابع زیان، هزینه و تنوع (Variation)، یک معیار سنجش برای کنترل کیفیت به دست آورد. در این روش تاگوچی نشان می دهد که مهندسان چگونه می توانند به کمک طراحی آزمایش ها محصولاتی با کیفیت بالاتر و در عین حال با هزینه ی کمتر تولید کنند. تمرکز این روش بیشتر بر حذف عواملی است که کیفیت محصول را پایین می آورد. به علاوه، این روش می تواند عملکرد محصول و فرایند را به تغییرات پیش بینی ناپذیر یا کنترل نشدنی غیر حساس کند. اخیراً کشورهای صنعتی غربی نیز برای بهبود محصولات و افزایش کیفیت فرایند در صنایع خود از روش تاگوچی به عنوان روش ساده و مؤثر استفاده می کنند. در حال حاضر بسیاری از صنایع در آمریکا، از این روش برای افزایش بازدهی و توسعه سامانه های صنعتی خود استفاده می کنند. مسیر این طرح نسبت به سایر روش های متداول و رایج در مهندسی کیفیت متفاوت است. اساس روش تاگوچی بر طراحی کیفیت در هنگام طراحی فرایند یا تولید محصول است؛ در حالیکه سایر روش های متداول براساس بازرسی و کنترل کیفیت در حین انجام فرایند تولید و یا پس از تولید محصول است. تاگوچی کنترل کیفیت را به سه مرحله اصلی تقسیم بندی کرده است:
· طراحی سیستم به این معنا که کیفیت باید همان ابتدا و هنگام طراحی محصول طراحی شود.
· طراحی پارامتر به این معنا که کیفیت باید به گونه ای طراحی شود که در برابر فاکتورهای اغتشاشی ایمن باشد.
· طراحی انحراف (Tolerance) به این معنا که میزان انحراف یک پارامتر محصول از پارامتر طراحی شده بررسی شده و هزینه ی برطرف کردن این انحراف نسبت به کل هزینه ی محصول تعیین گردد.
با استفاده از روش تاگوچی می توان تابع های گوناگون پاسخ را برحسب فاکتورهای مشخص شده تخمین زد. نتایج تخمین زده شده ما را در به دست آوردن عواملی که به بهترین نتایج برای آزمایش مدنظر منجر می شود، یاری می کند. با اجرای آزمایش ها در سطوح بهینه ی فاکتورها و مقایسه ی نتایج واقعی با مقدار تخمین زده شده، دقت طراحی انجام شده مشخص می شود. روش تاگوچی در مقایسه با روش های عاملی مزایایی چون کمتر بودن تعداد آزمایش ها و در نتیجه کمتر بودن هزینه و زمان آزمایش، قابلیت بررسی اثر های متقابل و انجام دادن آزمایش ها به صورت موازی و در نهایت پیش بینی پاسخ بهینه را دارد. به طور کلی، این روش تعداد آزمایش های لازم برای بهینه سازی را کاهش می دهد و بر دقت نتایج می افزاید. در این روش ، از مزیت هر دو روش تک عاملی و فاکتوریل استفاده شده است و فاقد عیب های آنها است ؛ به این معنا که از تعداد آزمایش های کمتری استفاده شده و اثر متقابل بین فاکتورها را نیز مطالعه می کند. در جدول زیر تعداد آزمایش های روش فاکتوریل برای هر تعداد فاکتور با روش تاگوچی مقایسه شده است.

| نام آرایه ی به کار رفته در طرح تاگوچی | تعداد آزمایش های طرح تاگوچی | تعداد آزمایش های طرح فاکتوریل | تعداد فاکتورها | تعداد سطوح |
| L4                                    | 4                           | 8=23                          | 3              | 2          |
| L8                                    | 8                           | 128=27                        | 7              | 2          |
| L12                                   | 12                          | 2048=211                      | 11             | 2          |
| L16                                   | 16                          | 32768=215                     | 15             | 2          |
| L9                                    | 9                           | 81=34                         | 4              | 3          |
| L16                                   | 16                          | 1025=45                       | 5              | 4          |
| L18                                   | 18                          | 4374=37                       | 1              | 2          |
| L18                                   | 18                          | 4374=37                       | 7              | 3          |

همانطور که مشاهده می شود، در تمامی طرح ها، تعداد آزمایش های طرح تاگوچی از طرح فاکتوریل کمتر است. در تعداد فاکتور های بالا (15 فاکتور)، برتری طرح تاگوچی 2000 برابر طرح فاکتوریل است. اگر در روش تاگوچی برای مطالعه ی 7 فاکتور با 2 سطح، 8 آزمایش پیشنهاد می شود، به این معنا نیست که نقطه ی بهینه ی سیستم که هدف مطالعه است در یکی از این 8 آزمایش اتفاق می افتد.

## تعریف ها
پیش از بیان روش تاگوچی، لازم است برخی اصطلاح هایی که در این روش بسیار متداول اند، تعریف شود.
فاکتور: متغیر یا عامل مورد مطالعه است که ممکن است کیفی یا کمی باشد.
فاکتورهای کنترلی(Control Factor): آن دسته از عامل های فرایند که بتوان آنها را کنترل کرد. به عبارت دیگر، به عامل هایی که در حین طراحی در نظر گرفته می شوند و با تغییر آنها می توان خواص محصول را تغییر داد و با تنظیم آنها میتوان خواص مطلوب را در محصول مورد بررسی بدست آورد، فاکتورهای کنترلی می گویند. به عنوان نمونه هایی از فاکتورهای کنترلی می توان نوع تجهیزات به کار رفته در اجرای آزمایش ها و یا نوع ماده ی استفاده شده در ساخت محصول و یا شرایط عملیاتی کنترل پذیر مثل دما، فشار و غلظت را نام برد.
فاکتورهای اغتشاش(Noise Factor): عواملی اند که کنترل آنها در شرایط معمول فرایند بسیار دشوار یا پر هزینه است و از کنترل شخص خارج است. برای مثال، دمای محیط عاملی است که کنترل آن مشکل است. در روش تاگوچی، هدف تعیین مجموعه ای از عوامل کنترل پذیر است که مقدار تغییر پذیری ناشی از فاکتورهای اغتشاش را کمینه کند.
فاکتورهای سیگنال(Signal Factor): عواملی اند که بر عملکرد اصلی فرایند تأثیر گذارند و در آزمایش های دینامیک یا آزمایش هایی که تکرار می شود، به کار می روند. هدف در این آزمایش ها بهبود رابطه ی فاکتور سیگنال و پاسخ است. در روش تاگوچی، بهینه سازی به معنای تعیین بهترین سطح برای فاکتورهای کنترلی است؛ یعنی سطحی که نسبت سیگنال به نویز را بیشینه کند.

## طراحی یکآرایه ی متعامد(Orthogonal Array)
تاگوچی برای طراحی و اجرای آزمایش ها، طبق قواعد خاصی مجموعه ای از جدول ها با عنوان آرایه متعامد تهیه کرد. آرایه های متعامد این امکان را فراهم می کنند تا با انجام دادن کمترین تعداد آزمایش، اثرهای اصلی و متقابل بررسی شوند. دو فاکتور دو سطحی با چهار روش به صورت (1،1)، (2،1)، (1،2)، (2،2) ترکیب می شوند. زمانیکه دو ستون یک آرایه این ترکیبات را در دفعات یکسانی نشان دهد، به ستون ها متعامد یا بالانس شده می گویند. متداول ترین مدل های آرایه ی متعامد L8 (به معنی 8 آزمایش)، L16 (به معنی 16 آزمایش) و L18 (به معنی 18 آزمایش) است. آرایه های دیگری مانند L4، L8، L9، L12، L16، L’16، L18، L25، L27، L32، L’32، L50، L54، L64، L’64، L81 نیز وجود دارند.
هریک از آرایه های یاد شده الگویی برای انجام دادن آزمایش هاست و اندیس هر آرایه نشان دهنده ی تعداد آزمایش های لازم در این الگوست. برای هر بررسی، بسته به تعداد عوامل و سطوح انتخاب شده برای آن، ممکن است یک یا چند آرایه مناسب باشد و سایر آرایه ها غیرقابل استفاده باشند و یا استفاده از آنها به علت زیاد شدن آزمایش ها، غیر ضروری باشد. یکی از مهمترین مراحل طرح تاگوچی، چگونگی چیدمان فاکتورها در ستون های آرایه ی متعامد است. هر ستون آرایه ی متعامد به فاکتوری خاص با دو یا تعداد بیشتری سطح اشاره دارد و هر سطر آن نشان دهنده ی یک آزمایش است. هدف اصلی طراحی تاگوچی مطالعه ی اثرهای اصلی فاکتورهاست؛ اما گاهی در صورت نیاز می توان برای تخمین اثرهای متقابل دوتایی نیز از این روش استفاده کرد. در این صورت، چیدمان آرایه ی متعامد متفاوت خواهد بود. در این حالت، اثر متقابل نیز مانند فاکتورها در ستونی از آرایه ی متعامد قرار می گیرد. آرایه ی متعامد L4 در جدول زیر نشان داده شده است. اعداد داخل این آرایه شماره ی سطوح هریک از عوامل اند. برای مثال، سطر نخست از آرایه ی L4 آزمایشی را توصیف می کند که در آن همه ی عوامل در سطح 1 خود قرار دارند.

| C | B | A | شماره آزمایش |
| 1 | 1 | 1 | 1            |
| 2 | 2 | 1 | 2            |
| 2 | 1 | 2 | 3            |
| 1 | 2 | 2 | 4            |

با نگاهی دقیق تر به این آرایه ها می توان دریافت که هر آرایه ظرفیت معینی از نظر تعداد عوامل و سطوح دارد. برای مثال، آرایه ی L4 حداکثر برای مطالعه ی 3 عامل 2 سطحی کاربرد دارد. در صورتی که تعداد عوامل یا سطوح آنها از این تعداد بیشتر باشد، باید از آرایه ی دیگری استفاده کرد.

## مراحل اجرای یک طرح تاگوچی
در اجرای یک آزمایش به روش تاگوچی، مراحل مشخصی به ترتیب زیر دنبال می شود:
1. از آنجاکه موفقیت هر آزمایش به درک کاملی از طبیعت مسئله وابسته است، ابتدا باید مسئله فرمول بندی شود.
2. مشخص کردن هدف اصلی مسئله و پاسخی که باید بهینه شود.
3. مشخص کردن فاکتورهای کنترلی، فاکتورهای اغتشاش و فاکتورهای سیگنال (اگر وجود داشته باشد). هر چیزی که به نظر می رسد بر نتیجه آزمایش ها اثرگذار باشد، به عنوان فاکتور در نظر گرفته می شود.
4. انتخاب سطح فاکتورها و درجات آزادی هریک از عوامل و اثرهای متقابل. تعداد سطوح هریک از فاکتورها با توجه به منابع و محدودیت مالی و زمان باید در نظر گرفته شود.
5. طراحی یک آرایه متعامد مناسب.
6. تدارک و اجرای آزمایش ها پس از چیدن فاکتورها در ستون های آرایه ی متعامد، با تغییر نظام مند فاکتورهای کنترلی، اغتشاش و یا سیگنال. مطابق ترکیب موجود در آرایه، آزمایش ها حداقل یک بار انجام می شود و در صورت امکان برای حداقل کردن خطای ناشی از اغتشاش ها، آزمایش ها دو تا سه بار تکرار می شوند.
7. تحلیل آماری و تفسیر نتایج آنها و در نهایت به دست آوردن شرایط بهینه
8. انجام یک آزمایش جهت تأیید نتایج بهینه

## تحلیل آماری و به دست آوردن شرایط بهینه
به طور کلی، تاگوچی دو روش را برای تحلیل نتایج ارائه داده است:
1. روش استاندارد که همان روشی است که بر مبنای محاسبه اثر فاکتورها و انجام تحلیل واریانس انجام می پذیرد.
2. روش دوم که تاگوچی آن را برای آزمایش های همراه با تکرار بسیار توصیه کرده است، روش نسبت سیگنال به نویز (Signal to Noise Ratio) است. این تحلیل با استفاده از تغییر نتایج، بهترین و قوی ترین شرایط کاری را تعیین می کند. به عبارت دیگر، این نسبت پراکندگی در اطراف یک مقدار مشخص را بیان می کند. هر چه این نسبت بیشتر باشد، پراکندگی کمتر بوده و اثر آن متغیر مهم تر خواهد بود.
در روش استاندارد، پس از انجام دادن آزمایش ها، تحلیل نتایج را می توان همانند سایر روش های کلاسیک طراحی آزمایش ها با استفاده از روش تعیین اثرهای اصلی و تشکیل جدول تحلیل واریانس به منظور مشخص کردن معنادار بودن این اثرها و سپس رگرسیون پاسخ برحسب عامل های معنادار انجام داد. اثرهای ناشی از عامل های کنترلی و تداخل آنها در این مرحله محاسبه شده و نتایج برای دست یابی به مجموعه ی بهینه ای از فاکتورهای کنترلی تحلیل می شوند. این روش در مواقعی که آزمایش ها بدون تکرار است، پیشنهاد می شود. تحلیل واریانس عموماً نمی‌تواند بهترین سطح را مشخص کند، اما فاکتورهایی که میانگین نتایج آنها با تغییر سطح، تغییر می کند را مشخص می کند.
پس از به دست آوردن میانگین پاسخ ها در هر یک از سطوح فاکتور ها {\displaystyle \left({{\overline {Y}}_{k}}^{F}\right)} از رابطه (1)، مجموع مربعات اختلاف هر پاسخ از میانگین کل از رابطه (2) به دست می آید.
(1) {\displaystyle {{\overline {Y}}_{k}}^{F}={\frac {\sum _{i=1}^{N}Y_{i\left(atlevelK\right)}}{N}}}
(2) {\displaystyle SS_{F}={\frac {mn}{L}}\sum _{k=1}^{L}\left({{\overline {Y}}_{k}}^{F}-{\overline {Y}}_{T}\right)^{2}}
در این رابطه، {\displaystyle {\overline {Y}}_{T}} برابر میانگین کل پاسخ ها، مقدار m برابر با تعداد آزمایش ها در هر بار انجام و n تعداد تکرارها است. مقدار مجموع مربعات اختلاف کلی نیز از رابطه (3) به دست خواهد آمد.
(3) {\displaystyle SS_{T}=\sum _{j=1}^{m}{\left(\sum _{i=1}^{n}{Y_{i}}^{2}\right)-mn\left({\overline {Y}}_{T}\right)^{2}}}
درصد مشارکت (Percent Contribution) {\displaystyle \left(\rho _{F}\right)} برای هر فاکتور مطابق رابطه ی (4) با تقسیم کردن مجموع مربعات خالص فاکتور مدنظر به مجموع مربعات کل و ضرب کردن مقدار حاصل شده در عدد 100 به دست می آید.
(4) {\displaystyle \rho _{F}={\frac {SS_{F}-\left(DF_{F}\times M\ S\ S_{Error}\right)}{SS_{T}}}\times 100}
صورت کسر به کار رفته برای محاسبه درصد مشارکت را با {\displaystyle S{S_{F}}^{\prime }} نشان می دهند و آن را مجموع مربعات خالص می نامند. در رابطه ی بالا، {\displaystyle DF_{F}} درجه ی آزادی مربوط به هر فاکتور است و {\displaystyle MSS_{Error}} که واریانس خطا است، از رابطه (5) به دست می آید.
(5) {\displaystyle MSS_{Error}={\frac {SS_{T}-\sum _{F=A}^{D}{SS_{F}}}{m\left(n-1\right)}}}